# Bellerby & Co. Globemaker
Bellerby & Co. Globemaker è un'azienda inglese con sede a Stoke Newington, nel nord di Londra, specializzata nella realizzazione a mano di Globi (Mappamondi).
Bellerby & Co. è una delle sole due aziende dove creano globi artigianali ed unica al mondo dove creano, dipingono a mano e utilizzano carte geografiche aggiornate.

## Storia
Peter Bellerby fondò l'azienda nel 2008 dopo inutili ricerche per acquistare un mappamondo come regalo per l'ottantesimo compleanno del padre. Avendo cercato invano un globo scelse di costruirlo con le proprie mani, e così nacque Bellerby & Co. Globemarker.

## Curiosità
The one show sul canale BBC1 ha intervistato Bellerby & Co. riguardo alla nascita dell'azienda e alla realizzazione dei mappamondi.
Nel 2012, Bellerby ha creato un mappamondo a forma di uovo, donato a "The Faberge Big Egg Hung" per l'asta di beneficenza a Londra. L'asta ottenne £11,100 per il movimento di conservazione "Elephant Family". Nel 2014 è stato creato il secondo Uovo-Mappamondo che è stato battuto all'asta Sotheby's a New York e si aggiudicò 25.000 sterline, donati a "Elephant Family" e "Action the Children". Bellerby & Co. fa parte della campagna di beneficenza "Travels to my Elephant", per l'asta tenuta il 30 giugno 2015 Bellerby realizza un risciò che si aggiudicò 22.000 sterline al fronte del milione per la realizzazione di corridoi naturali per agevolare la migrazione degli elefanti in India.
Bellerby & Co. ha collaborato intensivamente con l'artista Yinka Shonibare per la realizzazioni di molti globi per gallerie d'arte ed esposizioni. Shonibare ha chiesto a Bellerby di creare il mappamondo per la sua ballerina, scultura realizzata per il Royal Opera House.

## Creazione dei globi
I mappamondi di Bellerby & Co. sono realizzati in gesso di Parigi in due emisferi e successivamente uniti insieme.
Le mappe vengono stampate in fogli triangolari di carta, dipinte a mano con l'utilizzo di colori ad acquerello per creare un elegante effetto.
Questi "Spicchi" vengono incollati uno ad uno con attenzione sul globo di gesso. Dopo la verniciatura i globi sono pronti per essere posti sulle loro basi.

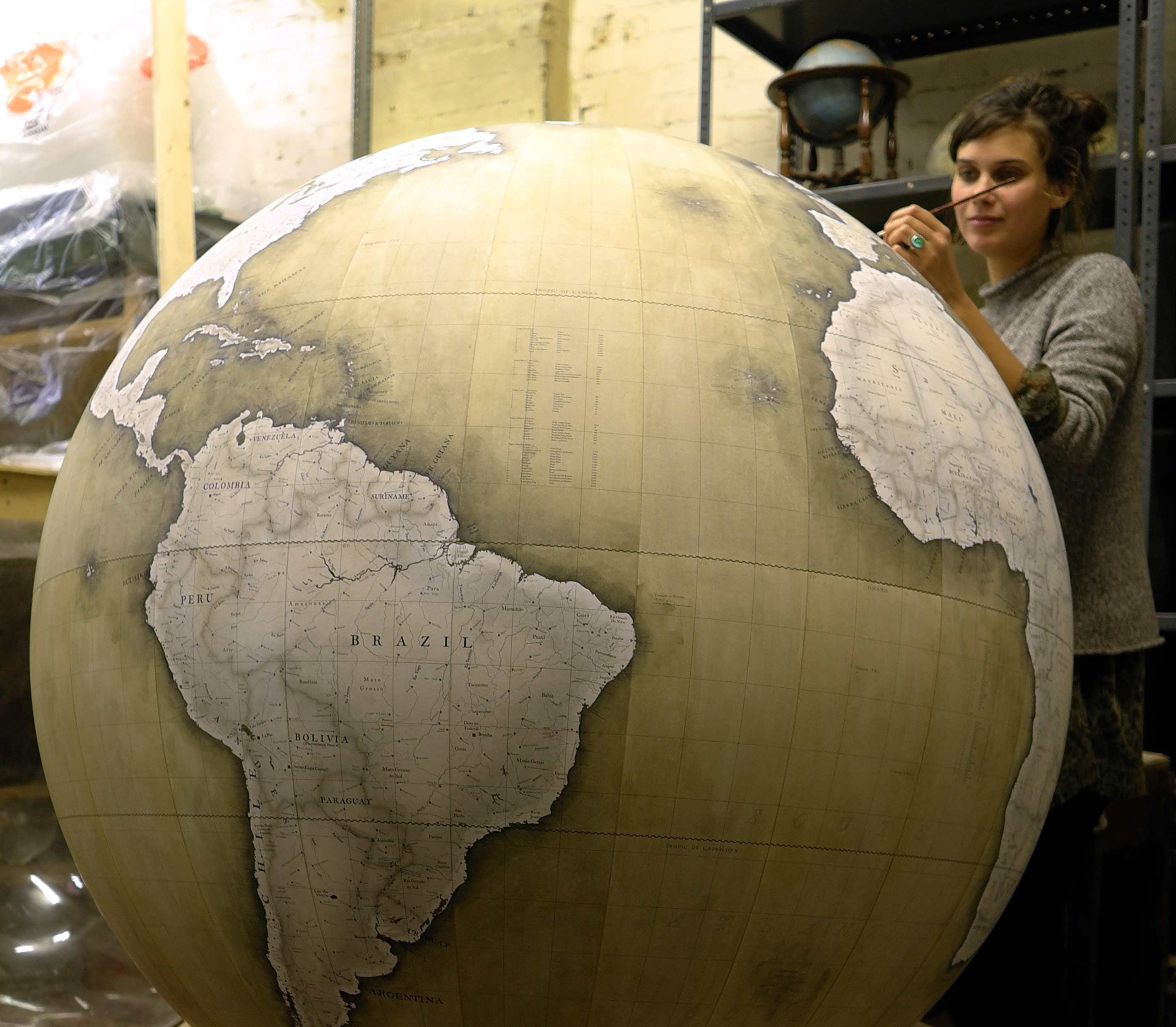
Bellerby & Co Churchill Globe

## The Churchill Globe
Il mappamondo di Churchill è il più esclusivo dei globi realizzati da Bellerby & Co.
Il suo design è basato sul Globo presentato a Winston Churchill e Franklin Delano Roosevelt, da George Marshall, capo dell'esercito statunitense durante la seconda guerra mondiale.
Questo globo ha un diametro di 1,27 metri.